# Генерал полиции Российской Федерации (ФСКН России)
Генерал полиции Российской Федерации — с 18 мая 2012 года специальное звание высшего начальствующего состава в органах госнаркоконтроля Российской Федерации. Введено Указом Президента Российской Федерации от 18 мая 2012 года № 634 «О внесении изменений в Положение о правоохранительной службе в органах по контролю за оборотом наркотических средств и психотропных веществ, утверждённое Указом Президента Российской Федерации от 5 июня 2003 г. № 613».
Отменено в связи с упразднением ФСКН России.

## История
С 5 июня 2003 года по 18 мая 2012 года именовалось генерал полиции. Было установлено Положением о правоохранительной службе в органах по контролю за оборотом наркотических средств и психотропных веществ, утверждённым Указом Президента Российской Федерации от 5 июня 2003 года № 613.
Звание соответствует воинскому званию генерала армии.
Указом Президента Российской Федерации от 6 июня 2003 г. № 625 установлено, что специальное звание генерал полиции соответствует должности председателя Государственного комитета Российской Федерации по контролю за оборотом наркотических средств и психотропных веществ.
Указом Президента Российской Федерации от 9 марта 2004 года № 314 Государственный комитет Российской Федерации по контролю за оборотом наркотических средств и психотропных веществ переименован в Федеральную службу Российской Федерации по контролю за оборотом наркотических средств и психотропных веществ.
Указом Президента Российской Федерации от 28 июля 2004 года № 976 Федеральная служба Российской Федерации по контролю за оборотом наркотических средств и психотропных веществ переименована в Федеральную службу Российской Федерации по контролю за оборотом наркотиков.
Указом Президента Российской Федерации от 11 октября 2004 года № 1295 установлено, что специальное звание генерал полиции соответствует должности директора Федеральной службы Российской Федерации по контролю за оборотом наркотиков.

## Знаки различия
В соответствии с постановлением Правительства Российской Федерации от 25 ноября 2004 г. № 676 знаками различия генерала полиции являются прямоугольные погоны с овальным верхним краем, с полем из галуна специального переплетения золотистого цвета или цвета ткани одежды, без канта или с кантом ярко-вишневого цвета. В верхней части погон размещена пуговица золотистого цвета. На погонах размещены четыре вышитые позолоченные звезды диаметром 22 мм, расположенные на продольной осевой линии погона. На погонах золотистого цвета звезды — с кантом ярко-вишнёвого цвета.
В 2011 году заменено специальным званием Генерал полиции Российской Федерации.

## Генералы полиции
1. 9 декабря 2003 года — Черкесов, Виктор Васильевич[4], председатель Государственного комитета Российской Федерации по контролю за оборотом наркотических средств и психотропных веществ (2003—2004 годы), директор Федеральной службы Российской Федерации по контролю за оборотом наркотиков (2004—2008 годы)